# Agathotoma finalis
Agathotoma finalis es una especie de molusco gasterópodo de la familia Marginellidae en el orden de los Neogastropoda.

## Distribución geográfica
Es endémica de Santo Tomé y Príncipe.